# Boulanger (azienda)
Boulanger è un'azienda francese specializzata in prodotti per il tempo libero, elettronica di consumo ed elettrodomestici, fondata nel 1954 dai fratelli Bernard e Gustave Boulanger.

## Storia

### 1954-1975: Gli inizi
L'azienda è stata fondata dai fratelli Bernard e Gustave Boulanger a Lille, nel dipartimento francese del Nord, in cui è stato aperto il primo negozio. I due svilupparono un'attività di assistenza post-vendita e tra il 1954 e il 1963, i fratelli aprirono tre nuovi negozi e un magazzino a Lille.
Nel 1974, Boulanger costruì un magazzino di 6.000 m2 a Lesquin, aprì un negozio di 1.000 m2 a Douai e creò un'area self-service e di consulenza per piccoli elettrodomestici in un negozio di Lille. L'azienda contava ormai 224 dipendenti.

### 1975-1995: Acquisizione del Gruppo Mullieze e la concorrenza con Darty
Nel 1983, l'Association Familiale Mulliez acquisì una parte delle azioni di Boulanger e prese il controllo dell'azienda nel 1986. Nello stesso anno, Boulanger iniziò ad espandersi a livello nazionale. Sotto l'impulso di Auchan, le superfici di vendita passano da 1.000 a 2.000 m2 e i negozi vengono installati in periferia, preferibilmente su terreni di proprietà di Ceetrus, sfruttando le sinergie finanziarie e commerciali del Gruppo Auchan.
L'espansione di Boulanger è frenata dalla grande espansione di Darty, leader francese del settore, che sta aprendo nuovi negozi negli stessi bacini di utenza di Boulanger. La nuova strategia della casa madre e la concorrenza di Darty hanno costretto Boulanger a chiudere molti negozi del periodo pre-Auchan, in particolare nelle regioni del Rodano-Alpi e del Nord-Passo di Calais.
Nel 1993, Boulanger ha unito le forze con altri quattordici produttori con l'obiettivo di rilanciare i prodotti di produzione francese.

### 1995-2007: Espansione a livello internazionale, lancio dei marchi privati e inizio della vendita online
Nel 1995, Boulanger ha lanciato l'azionariato interno e due anni dopo l'azienda ha creato la propria fondazione aziendale.
Nel 1998, l'azienda ha iniziato a espandersi a livello internazionale, in particolare aprendo diversi negozi in Spagna.
Nel 2005, Boulanger ha lanciato i suoi marchi privati, Essentiel B e Listo (entry-level).
Nel 2006, grazie alla legge Borloo sulle società di servizi personali, Boulanger ha lanciato B'Dom, una soluzione di servizi informatici a domicilio. L'attività è cresciuta e, nel luglio 2009, B-dom' impiegava 53 persone, la maggior parte delle quali provenienti da Boulanger, con l'obiettivo di diventare un attore importante nel campo dell'assistenza informatica e di Internet.
Nel 2007, l'azienda ha iniziato a vendere online e ha sviluppato un proprio sito di vendita online.

### 2008-2015: Abbandono dei punti vendita in Spagna e lancio diLokéo
Nel 2009, Boulanger ha lasciato il mercato spagnolo e ha venduto i suoi negozi locali alla società portoghese Worten.
Nel 2010, Boulanger ha lanciato un servizio di click and collect ovvero il sito web Lokéo.fr (che nel 2019 è diventato Boulanger Location), una filiale del Gruppo Boulanger, il quale sito offre un servizio di noleggio di elettrodomestici e apparecchiature multimediali.
Nel 2011, dopo la vendita della filiale spagnola, i negozi Boulanger erano solo 132, tutti situati in Francia. Questo numero è aumentato in seguito all'acquisizione di 34 negozi francesi Saturn nel giugno 2011 dalla tedesca Metro AG.

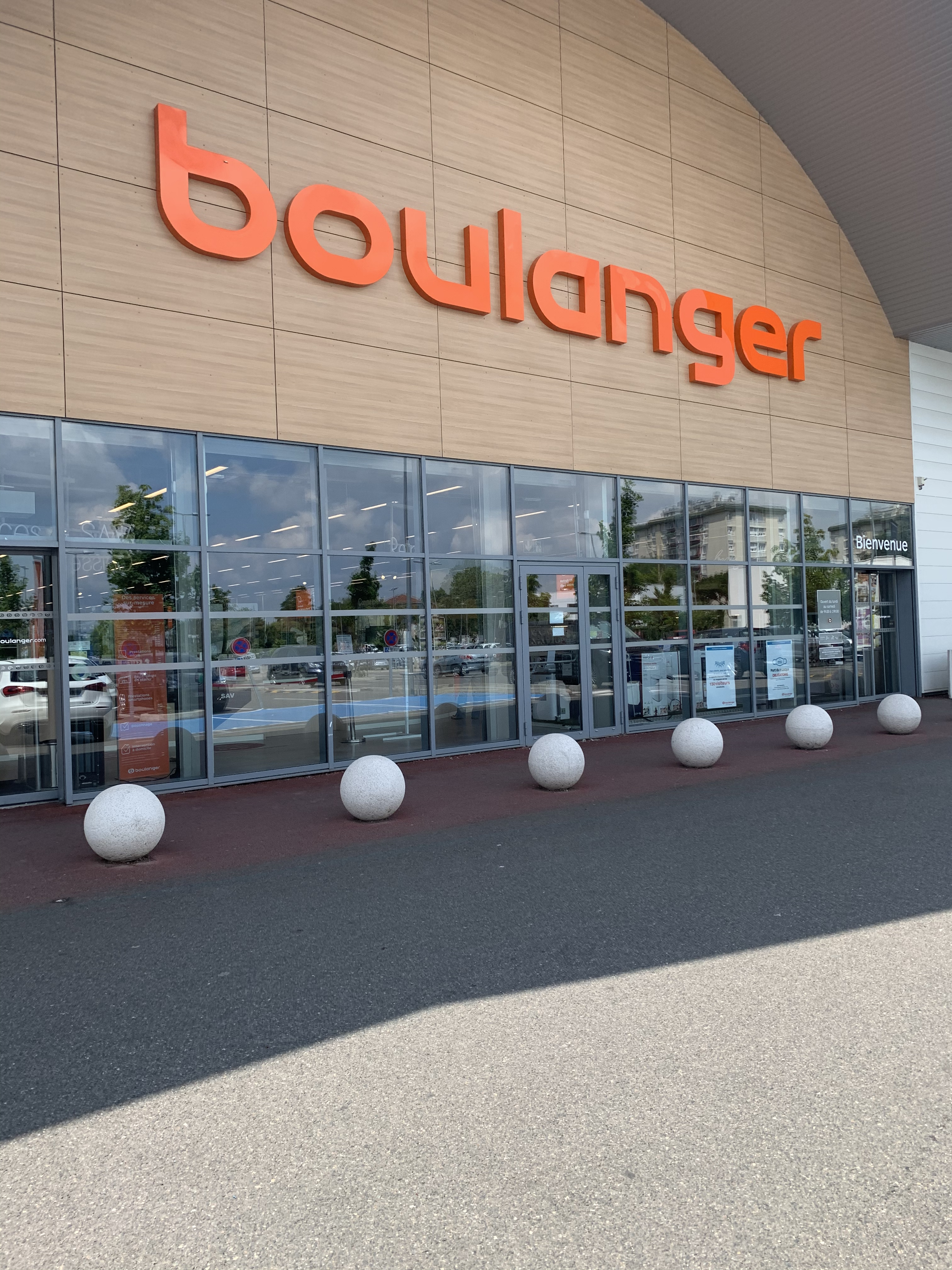
Negozio di Boulanger a Villefranche-sur-Saône

### Dal 2015 a oggi
Come la maggior parte delle aziende del Gruppo Mulliez, i negozi Boulanger sono situati principalmente in provincia o in periferia. Tuttavia, all'inizio degli anni 2010, l'azienda si è spostata nei centri urbani. Nel 2015, il marchio ha aperto il suo primo negozio a Parigi, nel quartiere dell'Opéra, trattandosi del terzo negozio in centro città.
Nel 2016, in seguito alla chiusura o al consolidamento di alcuni ex punti vendita Saturn, Boulanger contava solo 125 punti vendita in Francia. Nello stesso anno, Boulanger ha anche avviato una partnership con Cults per sviluppare il sistema open-source chiamato “Happy 3D” per la stampa 3D dei pezzi di ricambio, in modo che i clienti possano riparare da soli i propri prodotti. La partnership consente così a Boulanger di adottare un approccio al consumo responsabile.
Nel 2018, Boulanger contava 147 punti vendita, tra cui 142 negozi e 5 sportelli e si stima un fatturato di 2 miliardi di euro e una forza lavoro di 8.000 persone. Nello stessa annata, Boulanger ha aggiornato il logo del 2004 con una forma più arrotondata.
Nel giugno 2019, Boulanger ha annunciato l'ingresso nel gruppo HTM del rivenditore belga di elettronica Krëfel, con 74 negozi in Belgio e 11 in Lussemburgo. Nello stesso anno, ha firmato il primo contratto di vendita diretta di energia elettrica in Francia con Voltalia, per una centrale solare fotovoltaica inaugurata nel 2022, e fino ad allora ha acquistato il 100% di energia elettrica rinnovabile dal suo fornitore abituale.
Nel 2020, Boulanger ha acquisito il gruppo Ex&Co, che gestisce una rete di 82 negozi con i marchi Expert e Connexion, con l'obiettivo di migrare gradualmente al marchio Boulanger in franchising.
Nel 2021 il gruppo HTM, che comprende Boulanger, Électro dépôt, Krëfel e Hifi-international, diventa gruppo United.b.
Nel settembre 2024, i dati personali di alcuni clienti sono stati violati e messi in vendita sulla piattaforma BreachForums.

## Filiali di Boulanger France
Nel 2020, Boulanger diventa Boulanger France e conta diverse filiali diverse da Boulanger:
- Boulanger Customer Care (in precedenza Boulanger Business Services) è una centrale telefonica.[25][26] Dal 2011, è la filiale che svolge il ruolo di aggregatore delle offerte e delle competenze del gruppo, che garantisce l'attuazione di un'esperienza cliente omnicanale attraverso vari mezzi di comunicazione.
- Boulanger Location, succeduto a Lokéo nel 2019, che risale al 2010. Preferendo l'uso alla proprietà, Boulanger Location è il servizio di noleggio a lungo termine in elettrodomestici e multimedia del gruppo.[27][28] Oltre l'80% dei prodotti sono ricondizionati alla fine del noleggio.[29]
- B'Dom è un servizio per l'installazione, la formazione e la manutenzione di prodotti multimediali lanciato nel 2006.[30]
- Boulanger Production è stata fondata nel 2005 con il nome di Sourcing & Création. La filiale source sviluppa e progetta prodotti in elettrodomestici e multimediali per i marchi propri dei marchi del gruppo HTM come Boulanger ed Electro Dépôt in Francia.
- Solvaréa, filiale creata nel 2013, in cui 550 collaboratori riparano, riparano e installano più di 380.000 prodotti all'anno in tutto il territorio francese.
- Webdistrib era la filiale specializzata nella vendita online di prodotti usati e ricondizionati. Nel giugno 2019, Boulanger ha annunciato la chiusura di Webdistrib dopo 17 anni di attività.[31][32]
- L'attività Boulanger Pro, la quale è stata trasferita a Boulanger dal 2020.

## Prodotti e servizi

### Attività
Boulanger è un marchio appartenente alla categoria delle grandi superfici specializzate (GSS). La sua attività si basa sulla distribuzione di elettrodomestici e prodotti multimediali di marchi internazionali. Parallelamente alla distribuzione di prodotti, l'azienda commercializza un'offerta di servizi attraverso la sua filiale B'Dom creata nel 2006.

### Marchi
Dal 2005 l'impresa commercializza anche prodotti con i suoi marchi di fabbrica privati.
In totale sono stati fondati 6 marchi:
- Listo: avviato nel 2005, è il marchio base del brand.
- Essentielb: fondato nel 2005, il marchio offre prodotti che coprono gli universi dei piccoli e grandi elettrodomestici, dell'immagine, del suono e della microinformatica.
- Oglo: il marchio è stato fondato nel 2015 ed è specializzato nel settore del suono.
- Miogo: avviato nel 2016, il marchio offre prodotti come piccoli elettrodomestici da cucina.
- Skillkorp: è un marchio di videogiochi fondato nel 2017 in collaborazione con Asus ROG.
- Adeqwat: avviato nel 2017, è un marchio specializzato in accessori multimediali.

## Controversie

### Trattamento dei dati personali
A febbraio 2015, a seguito di una denuncia presentata da un cliente, la Commission nationale de l'informatique et des libertés (CNIL) effettua un controllo in un negozio del marchio e registra, nel database, 5.828 commenti offensivi nei confronti dei clienti. Il 23 luglio 2015, la CNIL notifica alla società di non registrare più nei suoi file «commenti eccessivi» sui suoi clienti. Indica anche un uso abusivo dei cookie sulla sua home page e la lunga conservazione dei dati registrati (fino a 15 anni). Il 25 luglio 2015 il gruppo Boulanger ha presentato le proprie scuse per tali osservazioni in un comunicato stampa e ha annunciato l'istituzione di una revisione interna per individuare gli autori di tali atti.
Il fascicolo di messa in mora è stato chiuso dalla CNIL il 9 novembre 2015, poiché da allora la società si è conformata alle richieste di quest'ultima.

## Capitale
Nel 2010, l'impresa HTM-group deteneva l'88% del capitale di Boulanger e di Électro Dépôt.
Nel 2020, il 95% dei dipendenti del gruppo HTM ne sono diventati azionisti.
Nel 2021, HTM-group si ristruttura e diventa United.b group. Il gruppo detiene Boulanger, Électro Dépôt, Krëfel e Hifi-international. Crea anche l'azienda Reconomia, specializzata nel riciclaggio di prodotti elettrodomestici.
Nel 2022, United.b acquisisce il gruppo Recommerce. A questa acquisizione segue quella di Environnement Recycling nel 2023.